# خلية مقدمة للمستضد

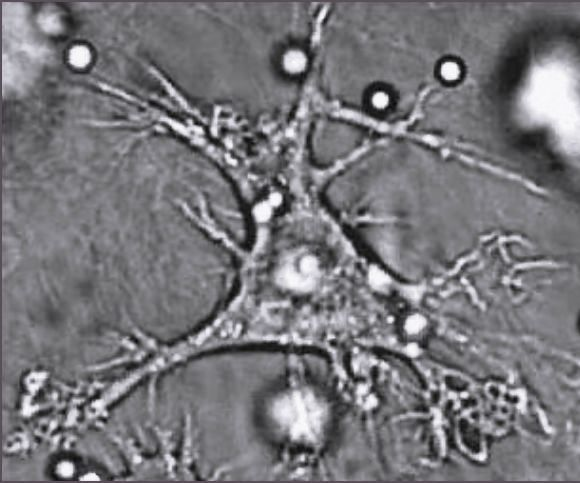

خلية مقدمة للمستضد أو الخلية المشهرة لمولد للضد (بالإنجليزية: Antigen presenting cell)‏ هي الخلية التي تقدم المُسْتَضِد الغريب على شكل مركبات مرتبطه مع مركبات التوافق النسيجي الكبير على السطح تتعرف الخلية اللمفاوية التائية على هذه المركبات المعقدة باستخدام مستقبلات الخلايا التائية الموجودة على سطح الخلية اللمفاوية التائية.

## الأنواع
تقسم الخلايا المقدمة للمستضد إلى نوعين : الخلايا المحترفة وغير المحترفة
يجدر الإشارة إلى ان الخلايا التائية لا تستطيع التعرف أو الارتباط مع المُسْتَضِد - الحر، هي قادرة فقط على ملاحظة المستضد المرتبط بمعقد التوافق النسيجي الكبير على سطح إحدى الخلايا . معظم خلايا الجسم قادرة على تقديم المستضد للخلايا التائية المسممة للخلايا عن طريق معقد التوافق النسيجي الكبير الأول، وبذلك يمكن أن تصنف على أنها خلايا مقدمة للمستضِد، لكن هناك مجموعه خاصة من هذه الخلايا تستطيع تفعيل الخلايا التائية من اصلها البسيط، وهذه الخلايا يظهر على سطحها الصف الثاني والذي يحفز الخلايا التائية المساعدة على العمل وللتميز بين أنواع هذه الخلايا صنفت إلى خلايا محترفه وغير محترفة

### الخلايا المقدمة للمستضِد المحترفة
هي الخلايا القادرة على استيعاب المستضِد بفعالية اما عن طريق البلعمة الخلويه أو الالتقام الخلوي للمستقبلات وإظهار المستضِد على شكل قطع منفصلة ترتبط بغشاء المعقد التوافق النسيجي الكبير الثاني، ترتبط الخلايا التائية بالمركب المعقد المكون من المستضِد ومعقد التوافق النسيجي الكبير في غشاء الخلية المقدمة، بالإضافة إلى تحفيز اضافي بواسطة إشارة تُطلق من هذه الخلايا تؤدي إلى تفعيل الخلية التائية وهذه الإشارة المحفِزة لا تُطلق إلا بواسطه الخلايا المقدمة للمستضِد المحترفة هناك ثلاثة أنواع رئيسية من الخلايا المقدمة للمستضِد المحترفة وهي :
- الخلايا الشجيريه وهي الأكثر انتشارا والأهم بين الخلايا وهي فعالة في تفعيل الخلايا اللمفية التائية لوجود المحفز الإضافي ب7
- الماكروفاجات :التي ممكن ان تتعرض لفايروس نفص المناعة البشرية
- الخلايا البائية : التي لها مستقبل خاص وتسطيع افراز الجسم المضاد , هي أيضا مقدمه للمستضِد وترتبط بمعقد التوافق الكبيرالثاني
- بعض الخلايا الطلائية

### الخلايا المقدمة للمستضِد غيرالمحترفة
هذه الخلايا تحفز بطريقة غير مباشرة بواسطة السايتوكاينات مثلINF-γ
و من هذه الخلايا :
- الخلايا الليفيه -الجلد-
- الخلايا الطلائية في الغدة الصعترية
- الخلايا الطلائية في الغدة الدرقية
- الخلايا الدبقية الدماغية
- خلايا البنكرياس -بيتا
- خلايا غشاء الاوعيه الدموية

## الارتباط مع الخلايا التائية
بعد بلعمة الجسم الممرض تغادر الخلايا إلى الاوعية اللمفاوية عن طريق السائل اللمفاوي إلى ان تصل العقد اللمفاوية والتي تشكل جميعها الجهاز الليمفاوي - ففي العقد الليمفاويه غالبا ترتبط الخلايا الشجيريه مع التائية ويتم ذلك بواسطه الكيموتاكسات التي تُفرز كمواد كيماوية تعمل كرسول كيميائي يحفز سحب وتجميع الخلايا الشجيريه وفي أثناء الانتقال بين أجزاء هذا الجهاز تدخل الخلايا الشجيريه في مرحلة النضوج مما يمنعها من بلعمة كائن ممرض جديد ويزيد من ارتباطها مع الخلايا التائية، بواسطه إنزيمات داخل الخلية تعمل على هضم الجسم الممرض وتحويلها إلى قطع صغيرة يتعرف عليها جهاز المناعة.